# Distrito de Choapan
El distrito de Choapan o Choapam es uno de los 30 distritos que conforman al estado mexicano de Oaxaca y uno de los dos en que se divide la región Papaloapan. Se conforma de 304 localidades repartidas entre 6 municipios.

## Municipios
| Código INEGI | Municipio           | Cabecera            |
| ------------ | ------------------- | ------------------- |
| 189          | San Juan Comaltepec | San Juan Comaltepec |
| 205          | San Juan Lalana     | San Juan Lalana     |
| 212          | San Juan Petlapa    | San Juan Petlapa    |
| 460          | Santiago Choápam    | Santiago Choápam    |
| 468          | Santiago Jocotepec  | Santiago Jocotepec  |
| 498          | Santiago Yaveo      | Santiago Yaveo      |

## Demografía
En el distrito habitan 48 368 habitantes, que representan el 1.27% de la población del estado. De ellos 31 331 dominan alguna lengua indígena.